# 카자흐스탄의 코로나19 범유행
다음은 카자흐스탄의 코로나19 범유행 현황에 대한 설명이다.
2019~20년형 코로나바이러스 유행병이 2020년 3월 13일 카자흐스탄에 상륙한 것으로 확인됐다. 알마티에 있는 카자흐 시민 2명이 최근 독일에서 귀국했다. 같은 날 이탈리아에서 온 여성 1명은 누르술탄에서, 다른 1명은 알마티에서도 독일로 입국하는 등 2건이 추가로 확인됐다.
3월 15일 카자흐스탄 대통령 카심조마르트 토카예프는 3월 16일부터 2020년 4월 15일까지 비상사태를 선포했다. 노루즈와 승리의 날 군사 퍼레이드 같은 많은 휴일이 취소되었다.
3월 19일, 가장 높은 사건이 발생하고 있는 누르술탄과 알마티 도시에 검역이 실시되었다. 3월 30일, 아티라우와 카라간다주의 5개 도시는 봉쇄되었다.
4월 5일 현재 확인된 것만 569건, 회복자는 36건, 사망자는 6명이다.

## 배경
세계보건기구(WHO)는 12일 2019년 12월 31일 처음 WHO의 주목을 받았던 중화인민공화국 후베이성 우한시의 한 집단에서 신종 코로나바이러스가 호흡기 질환의 원인임을 확인했다. 이 군단은 처음에 우한화난수산물도매시장과 연결되어 있었다. 그러나 실험실 확정 결과가 나온 그 첫 사례들 중 일부는 시장과 연관성이 없었고, 전염병의 근원은 알려져 있지 않다.
2003년 사스와 달리 COVID-19의 경우 치명률은 훨씬 낮았지만, 총 사망자 수가 상당할 정도로 감염 경로는 훨씬 더 컸다. COVID-19는 전형적으로 약 7일 정도의 독감과 유사한 증상을 보이며, 그 후 일부 사람들은 병원에 입원해야 하는 바이러스성 폐렴의 증상으로 발전한다. 3월 19일부터 COVID-19는 더 이상 "높은 결과 감염병"으로 분류되지 않았다.